# Ján Konvit
Ján Konvit (19. prosince 1922 Okoličné - 30. dubna 2003) byl slovenský evangelický farář a československý politik a bezpartijní poslanec Sněmovny národů Federálního shromáždění za normalizace.

## Biografie
V roce 1946 se stal kaplanem v evangelickém církevním sboru Sučany, později zde byl zvolen farářem (do funkce ho 28. června 1949 uvedl biskup Vladimír Čobrda). Působil jako senior Turčianského seniorátu a církevní publicista. K roku 1971 a 1976 se profesně uvádí jako evangelický farář.
Ve volbách roku 1971 zasedl do slovenské části Sněmovny národů (volební obvod č. 117 - Martin, Středoslovenský kraj). Mandát získal i ve volbách roku 1976 (obvod Martin), volbách roku 1981 (obvod Martin) a volbách roku 1986 (obvod Martin). Ve FS setrval do konce funkčního období, tedy do svobodných voleb roku 1990. Netýkal se ho proces kooptace do Federálního shromáždění po sametové revoluci.